# الزفن (رقص)
الزفن (بالجاوية: زافين) هي أحد أكثر أشكال الرقص والموسيقى شعبية في الفنون الأدائية الملايوية التقليدية. تُصمم حركات الرقص على أنغام الألحان، والتي تُؤدى باستخدام الآلات الموسيقية مثل الغامبوس (العود قصير العنق)، والأكورديون، والريبانا. يُعتقد أن الرقص الشرقي أدخله الدعاة المسلمون الفرس والعرب من الشرق الأوسط إلى أرخبيل الملايو حوالي القرن الرابع عشر، حيث كان يؤديه الذكور فقط آنذاك؛ أما الآن، فقد تم تضمين الراقصات. كان يتم إجراؤه حصريًا للاحتفالات الدينية ولكن مع مرور السنين أصبح شكلًا من أشكال الترفيه التقليدي.

## الآلات الموسيقية

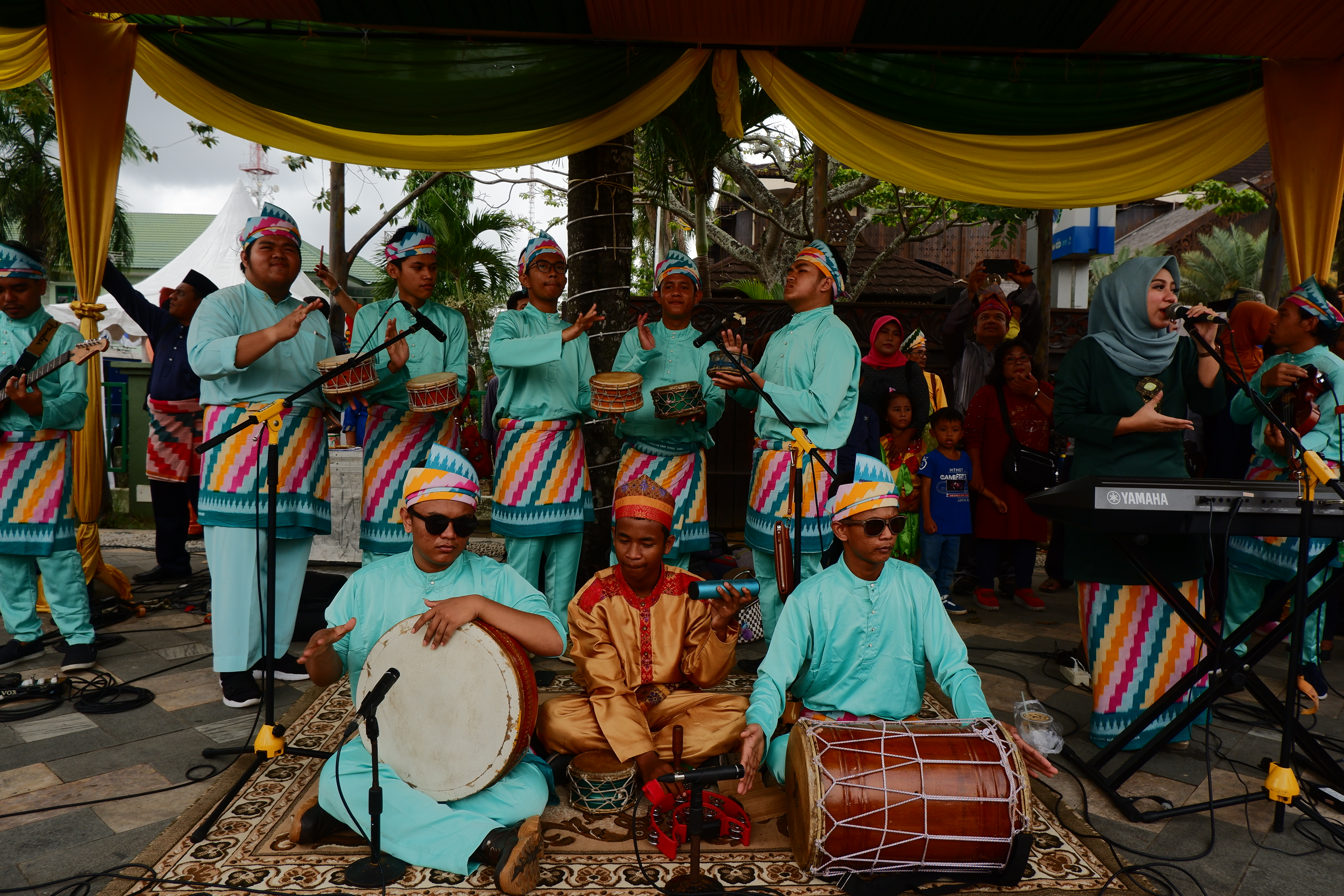
آلات الزفن تُعزف بين سكان بونتياناك الماليزيين في كاليمانتان الغربية.

يؤدي الراقصون عادةً عروضهم في أزواج ويرافقهم موسيقيون يعزفون على الأكورديون والكمان والجامبوس (القنبوس) والجاندانج [الإنجليزية] والمرواس والريبانا [الإنجليزية].

## الانتشار
في الوقت الحاضر، يظل الزفن جزءًا لا يتجزأ من المشهد الفني الإقليمي الماليزي، وخاصة في بروناي دار السلام وماليزيا وسنغافورة. في ماليزيا، يرتبط الزفن في الغالب بولاية جوهور الجنوبية الماليزية. في إندونيسيا ، يرتبط الزفن في الغالب بالثقافات الملايوية خاصة فيما يتعلق بالرقصات والتقاليد التقليدية في المناطق التي يسكنها الملايو في سومطرة وجزر رياو وجزر بانجكا بيليتونج وكاليمانتان.

## طالع أيضًا
- الزفة [الإنجليزية]

## روابط خارجية
- معلومات عن خصائص Zapin
- الغامبوس (العود) في العالم الملايوي: أصوله وأهميته في موسيقى الزابين ، لاري هيلاريان، جامعة نانيانغ التكنولوجية، سنغافورة، 6 يوليو 2004
- تشارلز كابويل، المظاهر المعاصرة للأغنية والرقص المشتقين من اليمن في إندونيسيا ، الكتاب السنوي للموسيقى التقليدية ، المجلد. 27، (1995)، ص. 76–89
- محمد أنيس محمد نور،  زابين: الرقص الشعبي في العالم الملايوي، سنغافورة: مطبعة جامعة أكسفورد، 1993
- يويبيديا